# جنيفر باسكوال
جنيفر باسكوال (بالإنجليزية: Jennifer Pascual)‏ هي مديرة موسيقية أمريكية، ولدت في 31 يناير 1971.